# 20537 Sandraderosa
20537 Sandraderosa (1999 RO82) là một tiểu hành tinh vành đai chính được phát hiện ngày 7 tháng 9 năm 1999 bởi Nhóm nghiên cứu tiểu hành tinh gần Trái Đất phòng thí nghiệm Lincoln ở Socorro.